# Chapelle Saint-Laurent d'Étables
La chapelle Saint-Laurent est une église située à Ceignes, en France.

## Localisation
L'église est située dans le département français de l'Ain, sur la commune de Ceignes.

## Historique
L'édifice est inscrit au titre des monuments historiques en 1943.